# Bobina de voz

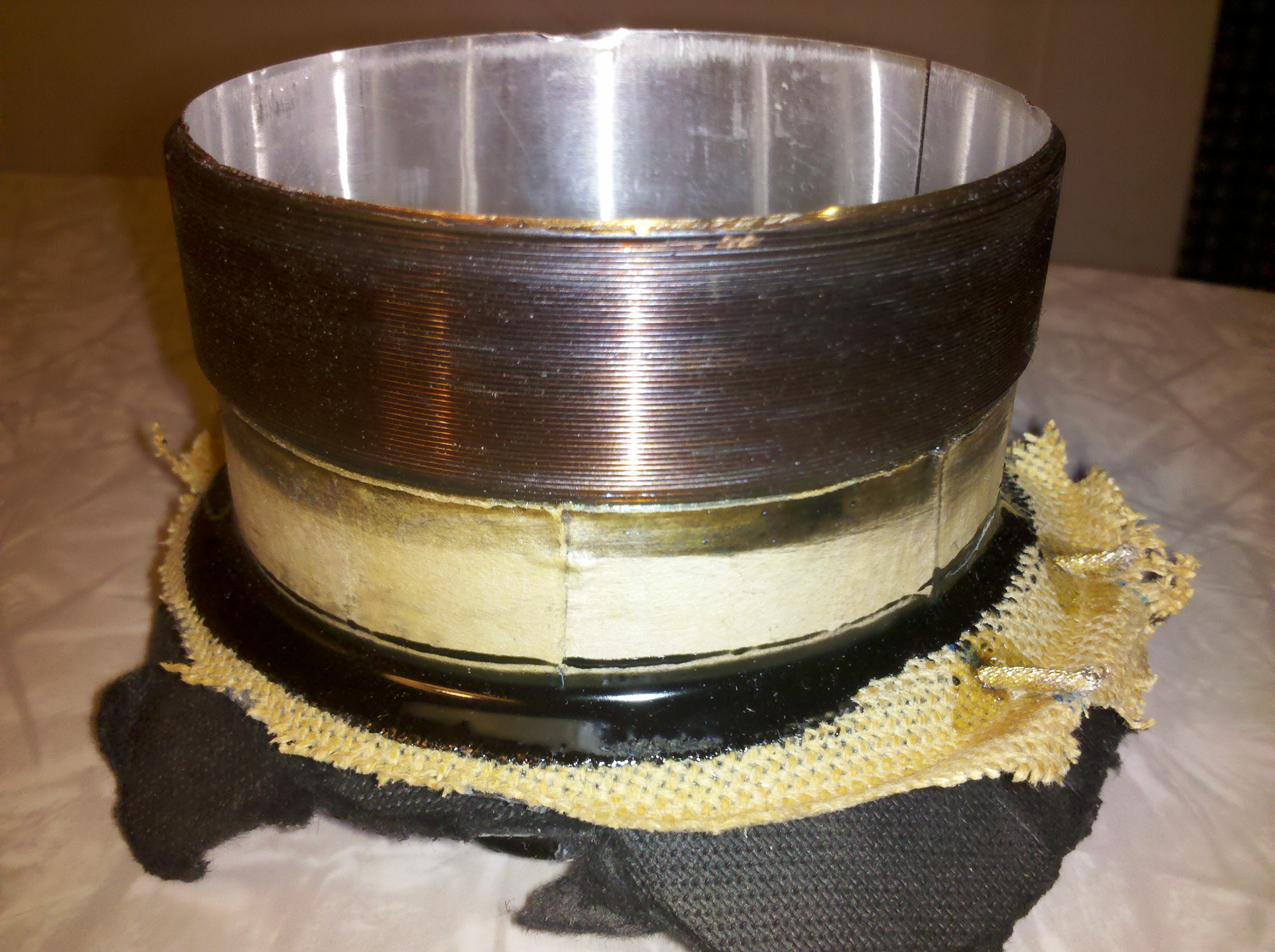
Una bobina de voz dual de tres pulgadas de un controlador de altavoz tipo subwoofer.

Una bobina de voz es una bobina de alambre unida al vértice del cono móvil de un altavoz. Proporciona la fuerza motriz al cono por la reacción entre un campo magnético a la corriente que atraviesa la bobina. El término también se utiliza para motores lineales de bobina de voz, tales como los utilizados para mover los cabezales dentro de unidades de disco duro, que producen una fuerza mayor y se mueven una distancia más larga, pero trabajan con el mismo principio físico.

## Operación
La circulación de una corriente eléctrica a través de la bobina de voz produce un campo magnético. Existe también un campo magnético creado por un imán permanente fijado al bastidor del altavoz. La bobina de voz y su campo magnético generado interactúan con el campo magnético del imán moviendo, como resultado, el cono del altavoz. Mediante la aplicación de una señal de audio a la bobina de voz, el cono reproducirá la onda de la presión de sonido, correspondiendo a la voz, a la música, etc.

## Consideraciones de diseño
Las piezas móviles del altavoz deben ser de masa baja. 
(para reproducir con precisión los sonidos de alta frecuencia sin ser amortiguada demasiado por inercia),las bobinas de voz generalmente se hacen con alambre del más ligero peso posibles y son por tanto delicadas. Debido a esto, si se pasa demasiada corriente a través de la bobina puede hacerla recalentarse. El exceso de potencia de entrada a frecuencias bajas puede causar que la bobina se mueva más allá de sus límites normales. Bobinas de voz con el alambre plano puede disipar mejor el calor que las bobinas hechas de alambre redondo. Las bobinas modernas pueden también utilizar un ferrofluido en el hueco entre la bobina y el marco del imán para enfocar el campo magnético y refrescar la bobina de voz bajo condiciones de alta potencia. La corriente excesiva puede también hacer que la bobina de voz se extienda más allá de sus límites normales, causando un ruido y una distorsión. En casos extremos la bobina de voz puede llegar a rasgar del cono.
La dirección de la energía de una bobina de voz en un altavoz típico es dictada por un sistema complejo de factores, incluyendo el tipo de recinto donde el altavoz está instalado dentro aunque este configurada. Debido a las fuerzas que varían ejercidas en el cono del conductor por la presión atmosférica en diversas frecuencias y el hecho de que la bobina de voz es un inductor, la impedancia eléctrica de la bobina de voz puede cambiar dramáticamente el excedente de la gama de frecuencia de funcionamiento. Puesto que la energía disipada es el producto de la corriente y del voltaje, la impedancia de la bobina determinará el flujo actual en una frecuencia dada. En la resonancia del sistema en una caja sellada, la impedancia de la bobina será más alta que nominal, porque hay menos resistencia mecánica al movimiento del cono en esta frecuencia. En un sistema expresado, este Zmax ocurre en dos veces la frecuencia que templa del respiradero; el corolario a esto es que Zmin está en la frecuencia que templa el respiradero. Esto sucede por la cual la resistencia mecánica es más grande que el existente, así que la impadencia eléctrica de la bobina es la más baja y así conforme a los efectos de calor debido a la disipación creciente de la corriente eléctrica.
Los factores numerosos afectan la calefacción de la bobina de voz y mientras que la resistencia mecánica afecta el Z de una bobina, muchos conductores usados en la reproducción de baja frecuencia utilizan convección, usando el movimiento del cono para forzar el aire con el boquete de la bobina de voz dentro del montaje del pedazo del poste. Con la excursión creciente, más aire puede fluir a través de la bobina de voz, proporcionando refrescar adicionalmente el aumento de la dirección de la corriente eléctrica. 
La dirección de la energía mecánica de la bobina de voz se relaciona con la posición de la bobina dentro del campo magnético así como la longitud del boquete dentro del montaje del motor magnético. Los progresos recientes en la tecnología del altavoz han dado lugar a la bobina de voz del "underhung", en la cual la bobina traslapa el pedazo del poste por algunos milímetros, proporcionando el excedente linear de la fuerza electromotiz especificado. Esta especificación se refiere como Xmax y es el recorrido linear máximo de la bobina (en una dirección) y representa comúnmente los límites de funcionamiento del conductor donde la distorsión desagradable no se produce. Otras limitaciones mecánicas, tales como los componentes de la suspensión, la longitud del boquete, la altura de las placas posteriores del imán, etc., también impondrán otras restricciones mecánicas que puedan dar lugar a daño cuando estos límites se alcanzan.